# Grand Prix automobile du Canada 2010
GP précédent GP suivant
Le Grand Prix automobile du Canada 2010 (Formula 1 Grand Prix du Canada 2010), disputé sur le circuit Gilles-Villeneuve le 13 juin 2010, est la quarante-et-unième édition du Grand Prix, la 828e épreuve du championnat du monde de Formule 1 courue depuis 1950 et la huitième manche du championnat 2010. 
La piste a été resurfacée dans les zones affectées par des problèmes de dégradations dus à la présence de neige plusieurs mois dans l’année, ce qui provoque des fissures dans le bitume lors de la fonte. Les zones de dégagement au niveau des virages 6 et 8 ont également été bitumées.

## Essais libres

### Vendredi matin
| Pos. | Pilote             | Voiture          | Chrono         | Écart     |
| ---- | ------------------ | ---------------- | -------------- | --------- |
| 1    | Jenson Button      | McLaren-Mercedes | 1 min 18 s 127 |           |
| 2    | Michael Schumacher | Mercedes         | 1 min 18 s 285 | + 0 s 158 |
| 3    | Lewis Hamilton     | McLaren-Mercedes | 1 min 18 s 352 | + 0 s 225 |
| 4    | Nico Rosberg       | Mercedes         | 1 min 18 s 356 | + 0 s 229 |
| 5    | Sebastian Vettel   | Red Bull-Renault | 1 min 18 s 549 | + 0 s 442 |
| 6    | Robert Kubica      | Renault          | 1 min 18 s 662 | + 0 s 535 |

### Vendredi après-midi

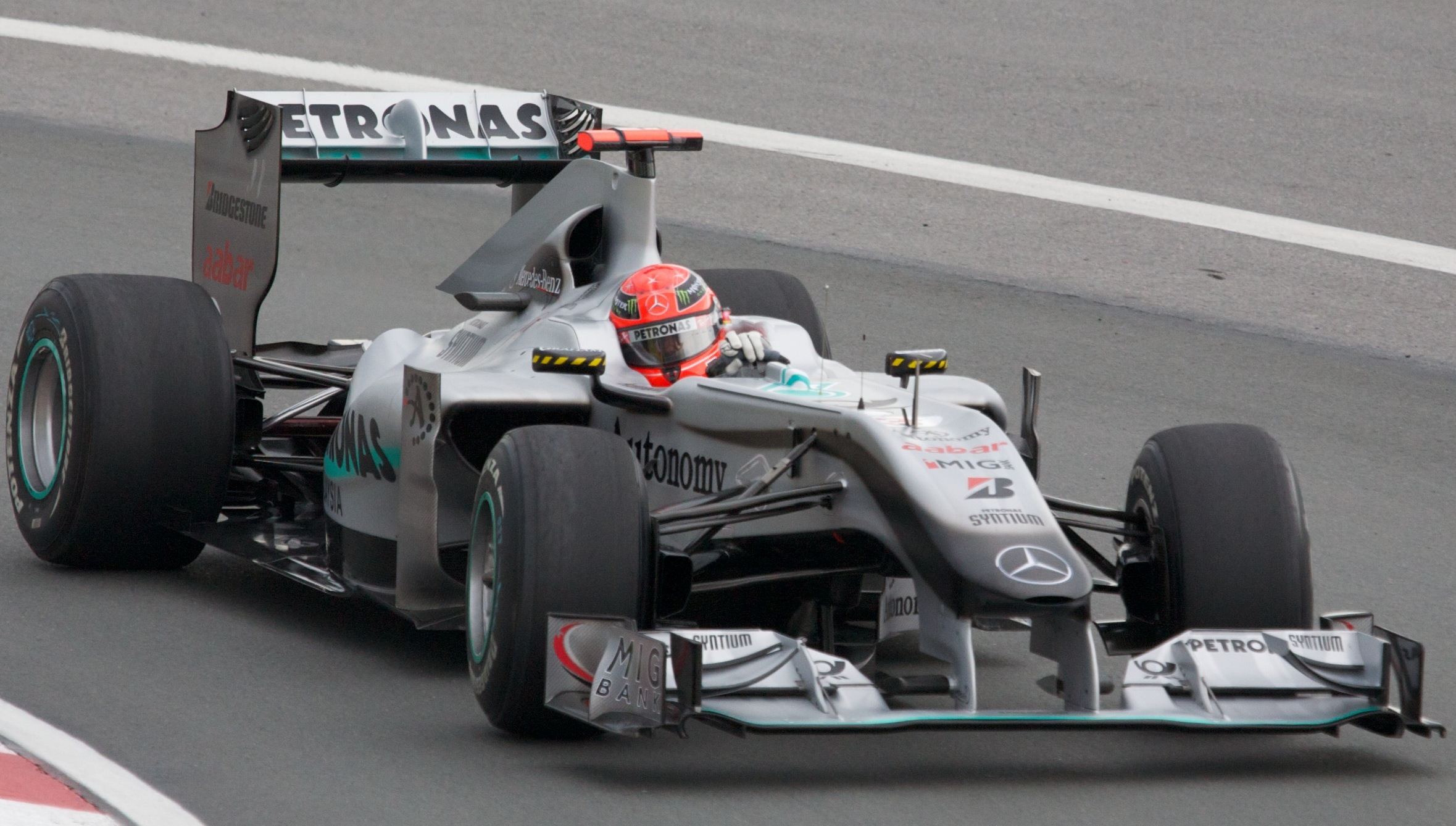
Michael Schumacher termine la course hors des points

| Pos. | Pilote           | Voiture              | Chrono         | Écart     |
| ---- | ---------------- | -------------------- | -------------- | --------- |
| 1    | Sebastian Vettel | Red Bull-Renault     | 1 min 16 s 887 |           |
| 2    | Fernando Alonso  | Ferrari              | 1 min 16 s 963 | + 0 s 086 |
| 3    | Nico Rosberg     | Mercedes             | 1 min 17 s 151 | + 0 s 274 |
| 4    | Mark Webber      | Red Bull-Renault     | 1 min 17 s 273 | + 0 s 396 |
| 5    | Felipe Massa     | Ferrari              | 1 min 17 s 401 | + 0 s 524 |
| 6    | Adrian Sutil     | Force India-Mercedes | 1 min 17 s 415 | + 0 s 538 |

### Samedi matin

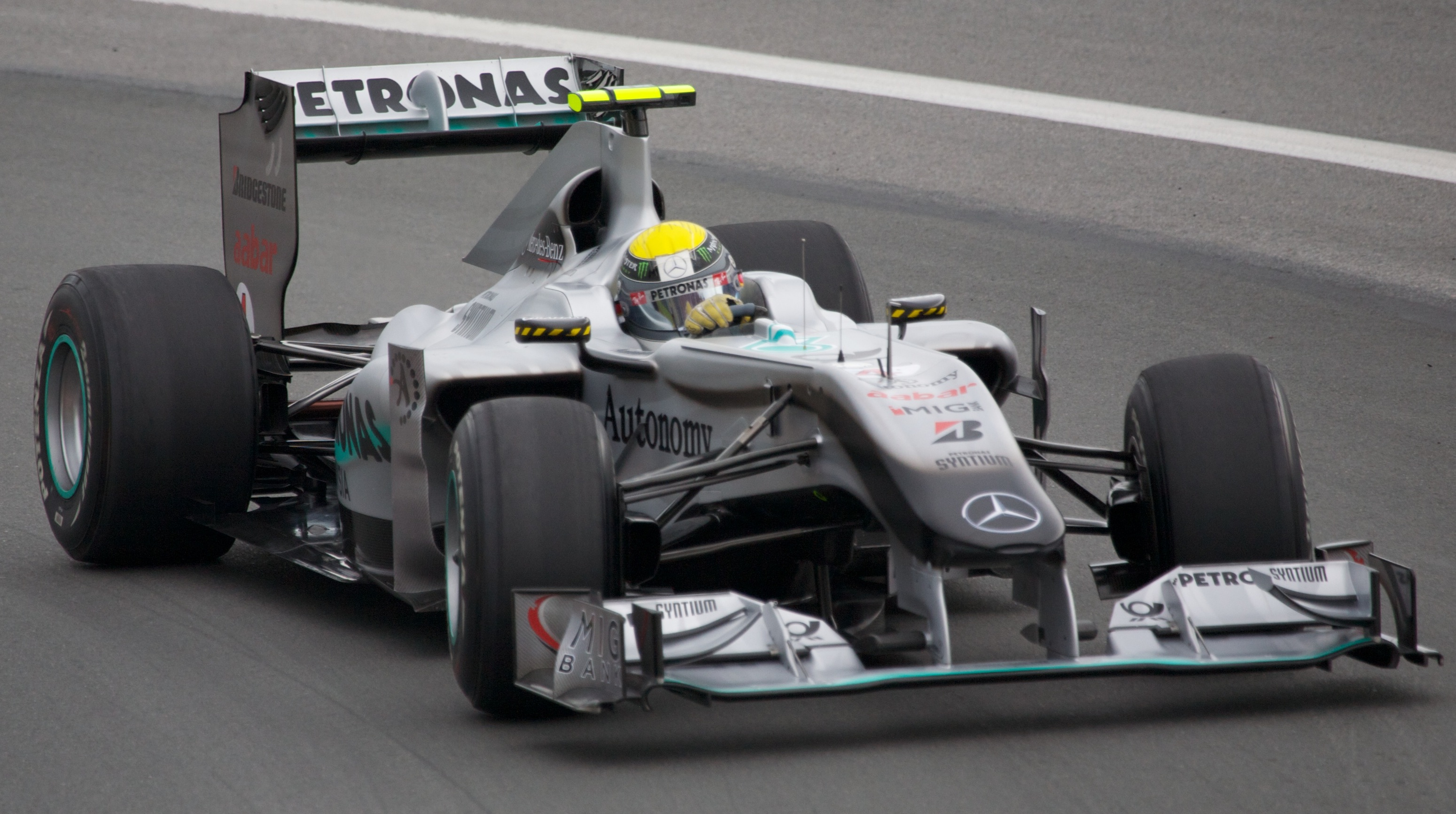
Nico Rosberg au GP du Canada

| Pos. | Pilote             | Voiture          | Chrono         | Écart     |
| ---- | ------------------ | ---------------- | -------------- | --------- |
| 1    | Lewis Hamilton     | McLaren-Mercedes | 1 min 16 s 058 |           |
| 2    | Mark Webber        | Red Bull-Renault | 1 min 16 s 340 | + 0 s 282 |
| 3    | Fernando Alonso    | Ferrari          | 1 min 16 s 495 | + 0 s 437 |
| 4    | Michael Schumacher | Mercedes         | 1 min 16 s 536 | + 0 s 478 |
| 5    | Sebastian Vettel   | Red Bull-Renault | 1 min 16 s 582 | + 0 s 524 |
| 6    | Robert Kubica      | Renault          | 1 min 16 s 653 | + 0 s 595 |

## Grille de départ

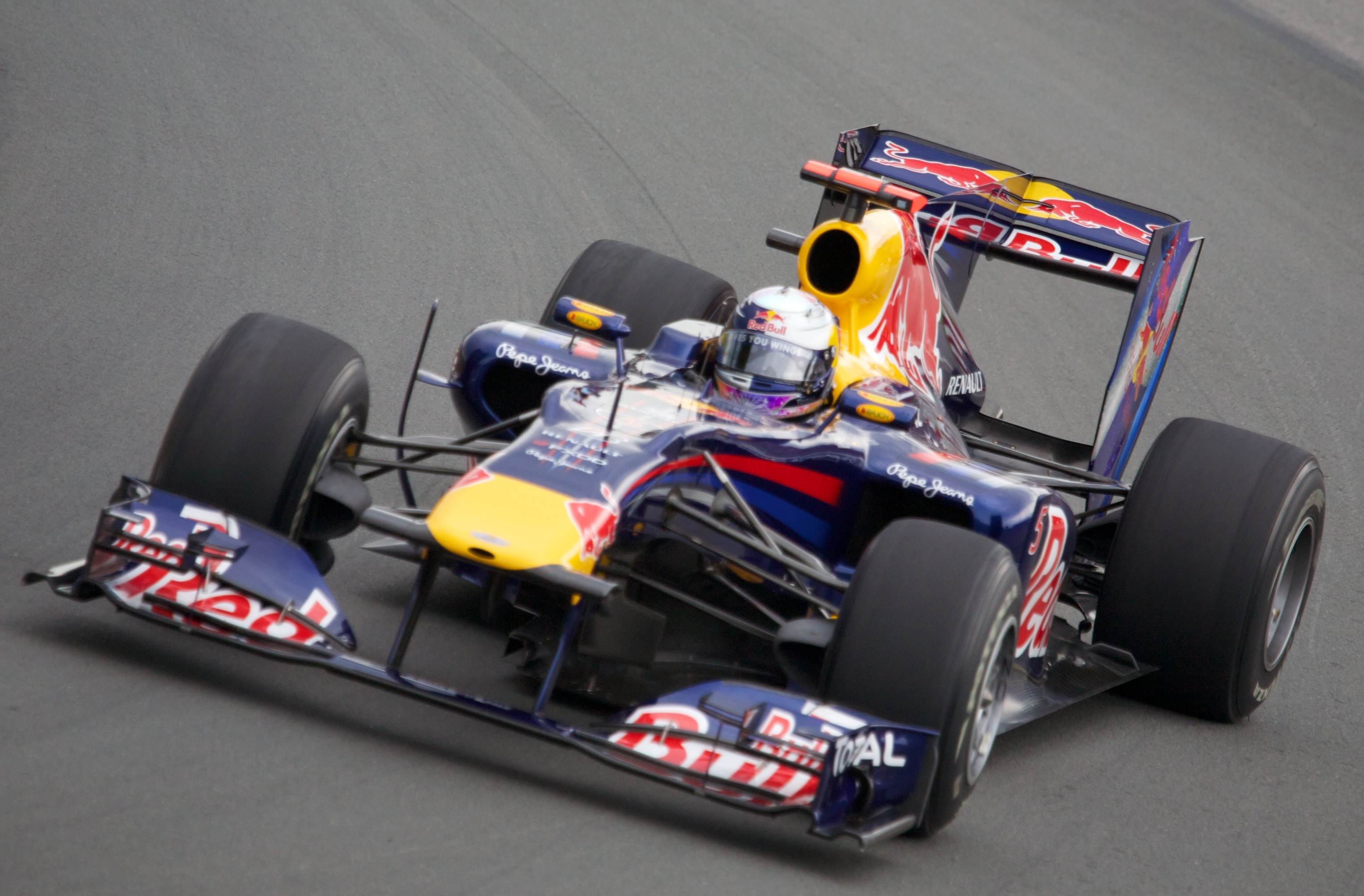
Sebastian Vettel se classe quatrième de l'épreuve

| Pos. | Pilote             | Écurie               | Qualifications 1 | Qualifications 2 | Qualifications 3 |
| ---- | ------------------ | -------------------- | ---------------- | ---------------- | ---------------- |
| 1    | Lewis Hamilton     | McLaren-Mercedes     | 1 min 15 s 889   | 1 min 15 s 528   | 1 min 15 s 105   |
| 2    | Sebastian Vettel   | Red Bull-Renault     | 1 min 16 s 129   | 1 min 15 s 556   | 1 min 15 s 420   |
| 3    | Fernando Alonso    | Ferrari              | 1 min 16 s 171   | 1 min 15 s 597   | 1 min 15 s 435   |
| 4    | Jenson Button      | McLaren-Mercedes     | 1 min 16 s 371   | 1 min 15 s 742   | 1 min 15 s 520   |
| 5    | Vitantonio Liuzzi  | Force India-Mercedes | 1 min 17 s 086   | 1 min 16 s 171   | 1 min 15 s 648   |
| 6    | Felipe Massa       | Ferrari              | 1 min 16 s 673   | 1 min 16 s 314   | 1 min 15 s 688   |
| 7    | Mark Webber        | Red Bull-Renault     | 1 min 16 s 423   | 1 min 15 s 692   | 1 min 15 s 373 * |
| 8    | Robert Kubica      | Renault              | 1 min 16 s 370   | 1 min 15 s 682   | 1 min 15 s 715   |
| 9    | Adrian Sutil       | Force India-Mercedes | 1 min 16 s 495   | 1 min 16 s 295   | 1 min 15 s 881   |
| 10   | Nico Rosberg       | Mercedes             | 1 min 16 s 350   | 1 min 16 s 001   | 1 min 16 s 071   |
| 11   | Rubens Barrichello | Williams-Cosworth    | 1 min 16 s 880   | 1 min 16 s 434   |                  |
| 12   | Nico Hülkenberg    | Williams-Cosworth    | 1 min 16 s 770   | 1 min 16 s 438   |                  |
| 13   | Michael Schumacher | Mercedes             | 1 min 16 s 598   | 1 min 16 s 492   |                  |
| 14   | Vitaly Petrov      | Renault              | 1 min 16 s 569   | 1 min 16 s 844   |                  |
| 15   | Sébastien Buemi    | Toro Rosso-Ferrari   | 1 min 17 s 356   | 1 min 16 s 928   |                  |
| 16   | Jaime Alguersuari  | Toro Rosso-Ferrari   | 1 min 17 s 027   | 1 min 17 s 029   |                  |
| 17   | Pedro de la Rosa   | BMW Sauber-Ferrari   | 1 min 17 s 611   | 1 min 17 s 384   |                  |
| 18   | Kamui Kobayashi    | BMW Sauber-Ferrari   | 1 min 18 s 019   |                  |                  |
| 19   | Heikki Kovalainen  | Lotus-Cosworth       | 1 min 18 s 237   |                  |                  |
| 20   | Jarno Trulli       | Lotus-Cosworth       | 1 min 18 s 698   |                  |                  |
| 21   | Timo Glock         | Virgin-Cosworth      | 1 min 18 s 941   |                  |                  |
| 22   | Bruno Senna        | HRT-Cosworth         | 1 min 19 s 484   |                  |                  |
| 23   | Lucas Di Grassi    | Virgin-Cosworth      | 1 min 19 s 675   |                  |                  |
| 24   | Karun Chandhok     | HRT-Cosworth         | 1 min 27 s 757   |                  |                  |

- Note : Mark Webber, deuxième temps des qualifications, est pénalisé de 5 places sur la grille à la suite du changement de la boîte de vitesses de sa monoplace.

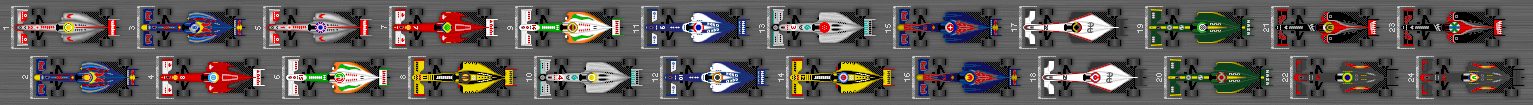
La grille de qualification du Grand Prix.

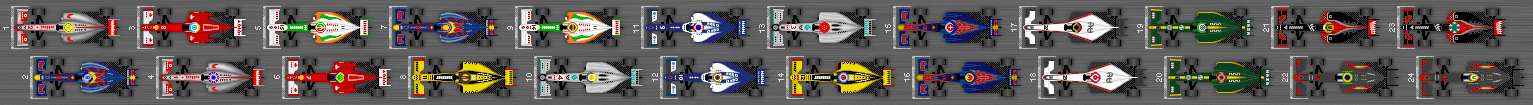
La grille de départ du Grand Prix.

## Course

### Déroulement de l'épreuve

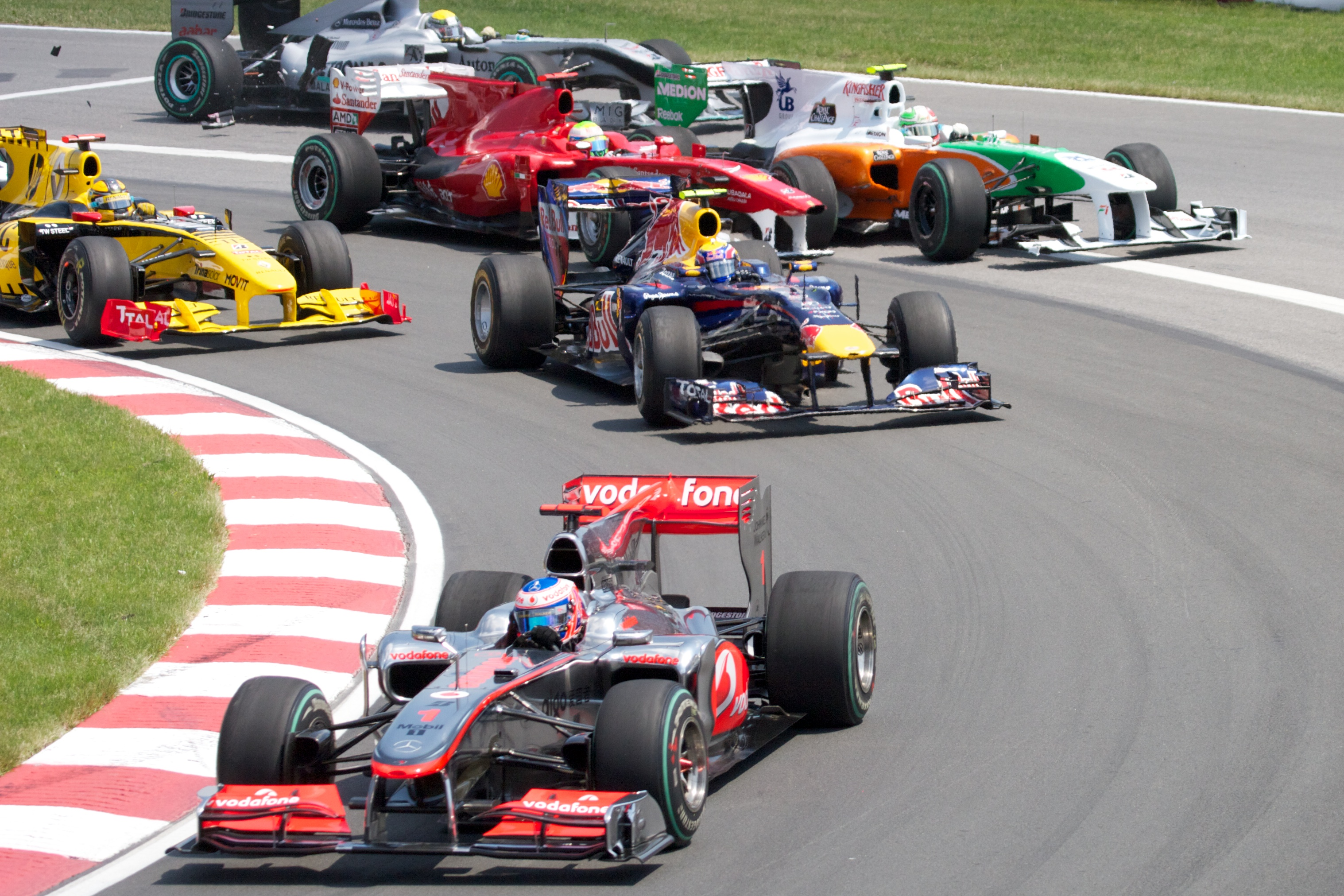
Le départ mouvementé de l'épreuve

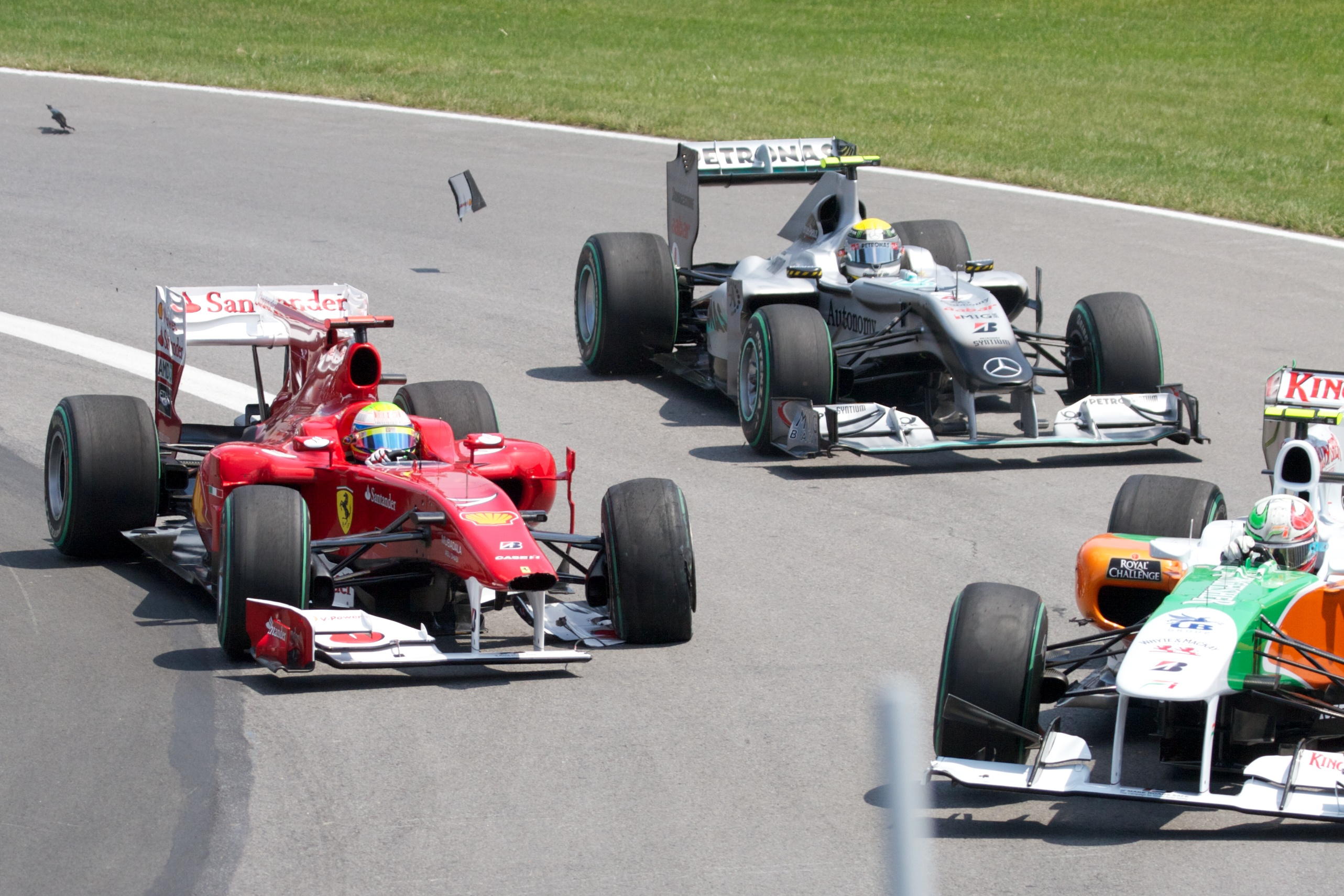
L'accrochage Massa-Liuzzi du premier tour

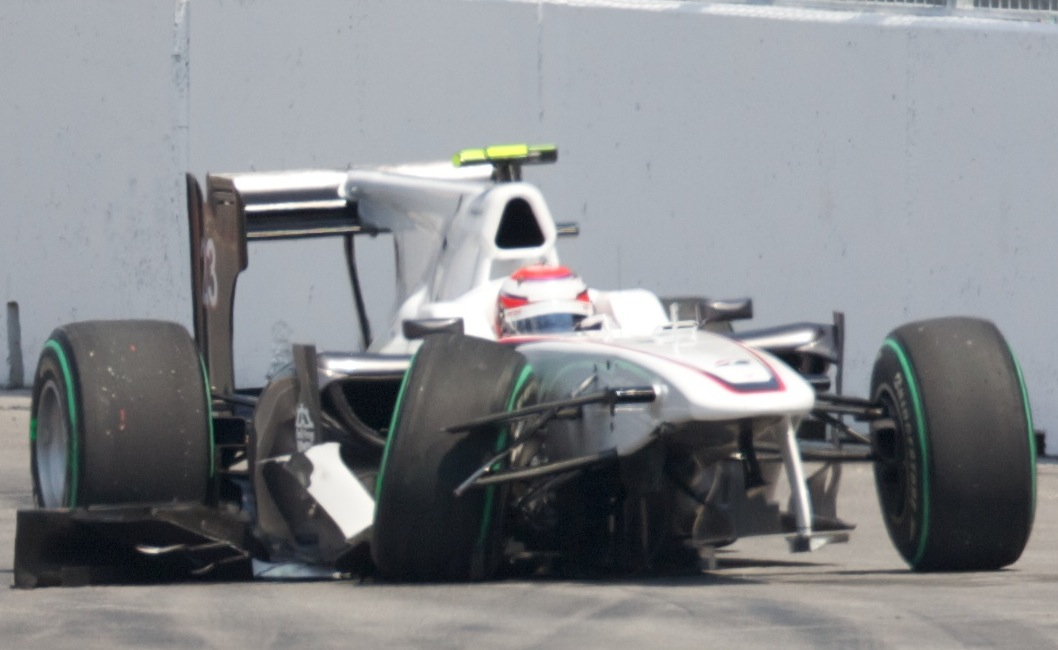
Le crash de Kamui Kobayashi au premier tour

Pour la première fois depuis le début de la saison, les vingt-quatre pilotes se présentent sur la grille de départ mais, sur les dix premiers, seuls Sebastian Vettel, Mark Webber et Robert Kubica sont chaussés en pneus durs. À l’extinction des feux, Lewis Hamilton, en pole position, prend un départ parfait et poursuit en tête dans le premier virage devant Vettel, Fernando Alonso, Jenson Button, Webber, Kubica, Adrian Sutil et Michael Schumacher. Plus loin, la situation est plus confuse car Vitantonio Liuzzi et Felipe Massa s’accrochent à trois reprises dans les deux premiers virages et doivent passer aux stands changer leurs ailerons. Vitaly Petrov, qui a volé le départ, doit mordre dans l’herbe pour éviter d'accrocher la monoplace toujours à l'arrêt qui le précède et, lors de son retour en piste perd le contrôle de sa Renault et accroche Pedro de la Rosa tandis que Kamui Kobayashi part à la faute et se crashe dans le muret.
Au troisième passage sur la ligne, Hamilton devance Vettel, Alonso, Button, Webber, Kubica, Sutil, Schumacher, Nico Hülkenberg, Jaime Alguersuari, Sébastien Buemi, Heikki Kovalainen, Nico Rosberg, Rubens Barrichello et Jarno Trulli. Webber prend alors l’avantage sur Button au quatrième tour. Dès le tour suivant, Rosberg et Trulli s’arrêtent changer des pneus, imités au sixième tour par Button, Sutil et Hulkenberg puis par Hamilton, Alonso, Alguersuari et Barrichello. Alonso et Hamilton ressortent des stands côte à côte et l’Espagnol prend l’avantage. Le top 10 au onzième tour est alors : Vettel devant Webber à 3 secondes, Schumacher à 7 s, Buemi à 9 s, Alonso à 12 s, Hamilton à 13 s, Button à 18 s, Kubica à 22 s, Sutil à 23 s et Kovalainen à 24 s.
Barrichello change ses pneus au 11e tour, Schumacher au 12e, Webber au 13e, Vettel -qui choisit l’option tendre- et Schumacher au 14e et enfin Buemi, qui menait un Grand Prix pour la première fois de sa carrière, au 15e. Reprenant la piste avec ses pneus neufs, Kubica manque de s’accrocher avec Schumacher qui le tasse dans l’herbe : le Polonais lui rend la pareille quelques décamètres plus loin et les deux pilotes doivent couper la chicane ensemble pour éviter une sortie définitive de piste. Alonso se fait passer par Hamilton qui prend la tête de la course devant Alonso, Button, Vettel, Webber, Kubica, Sutil, Buemi, Rosberg, Hulkenberg, Alguersuari et Schumacher, les cinq premiers se tenant en moins de 9 secondes. Au fil des tours, Hamilton ne parvient pas à décrocher Alonso et les cinq premiers sont en moins de 7 secondes au 24e passage.
Entre les 23e et 35e tour, tous les pilotes sauf Webber, Massa, Trulli et di Grassi effectuent un nouveau changement de pneumatiques et le classement au 36e tour est le suivant : Webber, Hamilton à 12 s, Alonso à 13 s, Button à 16 s, Vettel à 17 s, Kubica à 34 s, Rosberg à 37 s, Buemi à 43 s, Alguersuari à 56 et Schumacher à 1 minute. Webber, qui ne s’est arrêté qu’une seule fois, se retrouve en grande difficulté avec ses pneumatiques alors qu’Hamilton et Alonso reviennent très fort sur lui. Hamilton le dépasse à l’entame du 49e tour et prend la tête de la course. Webber rentre changer ses pneus au tour suivant et, avec des pneus tendres tente d’aller au bout de l’épreuve. Après son arrêt, il reprend la piste en cinquième place derrière Hamilton, Alonso, Button et Vettel.
Quelques minutes plus tard, Alonso est gêné par un retardataire et Button lui subtilise la deuxième place : les McLaren sont désormais en tête de la course. Kubica change ses pneus pour la troisième fois au 59e tour et perd une place, se retrouvant septième. Il signe alors le record du tour. Massa s’accroche avec Schumacher en tentant de le doubler et doit rejoindre son stand pour changer son aileron avant. A deux tours du terme, Schumacher est dépassé par les deux pilotes Force India, Liuzzi et Sutil, et se retrouve hors des points.
Lewis Hamilton remporte son deuxième succès de sa saison devant son coéquipier Button. Alonso termine sur la plus petite marche du podium devant Vettel, Webber, Rosberg, Kubica, Buemi, Liuzzi et Sutil.

### Classement de la course

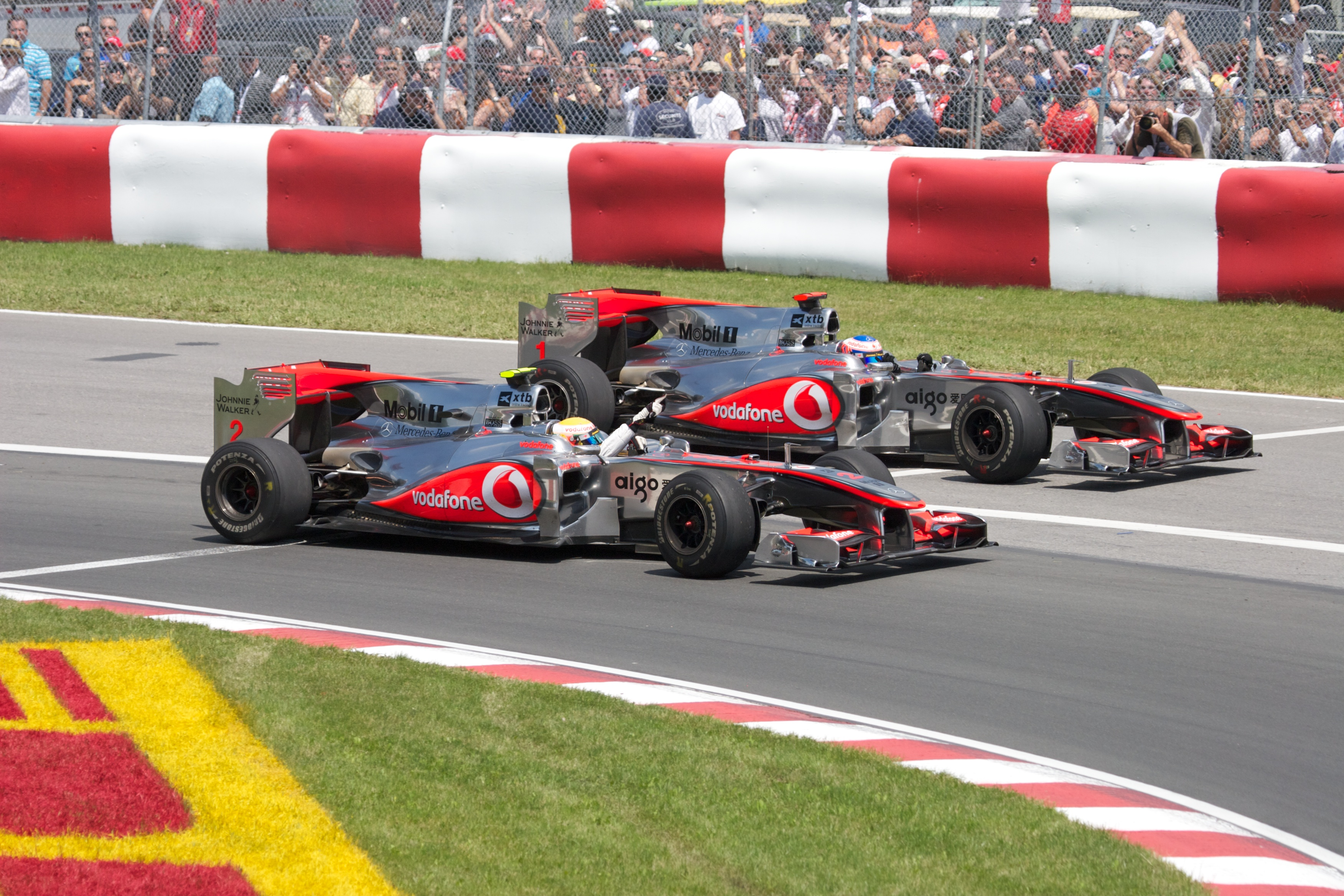
Lewis Hamilton décroche la 13e victoire de sa carrière et Jenson Button termine second de l'épreuve

| Pos. | no | Pilote             | Écurie               | Tours | Temps/Abandon                      | Grille | Points |
| ---- | -- | ------------------ | -------------------- | ----- | ---------------------------------- | ------ | ------ |
| 1    | 2  | Lewis Hamilton     | McLaren-Mercedes     | 70    | 1 h 33 min 53 s 456 (195,080 km/h) | 1      | 25     |
| 2    | 1  | Jenson Button      | McLaren-Mercedes     | 70    | + 2 s 254                          | 4      | 18     |
| 3    | 8  | Fernando Alonso    | Ferrari              | 70    | + 9 s 214                          | 3      | 15     |
| 4    | 5  | Sebastian Vettel   | Red Bull-Renault     | 70    | + 37 s 817                         | 2      | 12     |
| 5    | 6  | Mark Webber        | Red Bull-Renault     | 70    | + 39 s 291                         | 7      | 10     |
| 6    | 4  | Nico Rosberg       | Mercedes             | 70    | + 56 s 084                         | 10     | 8      |
| 7    | 11 | Robert Kubica      | Renault              | 70    | + 57 s 300                         | 8      | 6      |
| 8    | 16 | Sébastien Buemi    | Toro Rosso-Ferrari   | 69    | + 1 tour                           | 15     | 4      |
| 9    | 15 | Vitantonio Liuzzi  | Force India-Mercedes | 69    | + 1 tour                           | 5      | 2      |
| 10   | 14 | Adrian Sutil       | Force India-Mercedes | 69    | + 1 tour                           | 9      | 1      |
| 11   | 3  | Michael Schumacher | Mercedes             | 69    | + 1 tour                           | 12     |        |
| 12   | 17 | Jaime Alguersuari  | Toro Rosso-Ferrari   | 69    | + 1 tour                           | 16     |        |
| 13   | 10 | Nico Hülkenberg    | Williams-Cosworth    | 69    | + 1 tour                           | 12     |        |
| 14   | 9  | Rubens Barrichello | Williams-Cosworth    | 69    | + 1 tour                           | 11     |        |
| 15   | 7  | Felipe Massa       | Ferrari              | 69    | + 1 tour                           | 6      |        |
| 16   | 19 | Heikki Kovalainen  | Lotus-Cosworth       | 68    | + 2 tours                          | 19     |        |
| 17   | 12 | Vitaly Petrov      | Renault              | 68    | + 2 tours                          | 14     |        |
| 18   | 20 | Karun Chandhok     | HRT-Cosworth         | 66    | + 4 tours                          | 24     |        |
| 19   | 25 | Lucas di Grassi    | Virgin-Cosworth      | 65    | + 5 tours                          | 23     |        |
| Abd. | 24 | Timo Glock         | Virgin-Cosworth      | 55    | Direction                          | 21     |        |
| Abd. | 18 | Jarno Trulli       | Lotus-Cosworth       | 47    | Freins                             | 20     |        |
| Abd. | 22 | Pedro de la Rosa   | BMW Sauber-Ferrari   | 31    | Moteur                             | 17     |        |
| Abd. | 21 | Bruno Senna        | HRT-Cosworth         | 14    | Boîte de vitesses                  | 22     |        |
| Abd. | 23 | Kamui Kobayashi    | BMW Sauber-Ferrari   | 1     | Accident                           | 18     |        |

### Pole position et record du tour
- Pole position :  Lewis Hamilton (McLaren-Mercedes) en 1 min 15 s 105 (209,035 km/h).
- Meilleur tour en course :  Robert Kubica (Renault) en 1 min 16 s 972 (203,965 km/h) au soixante-septième tour.

### Tours en tête
- Lewis Hamilton McLaren-Mercedes : 38 tours (1-6 / 15-25 / 50-70)
- Sebastian Vettel (Red Bull-Renault) : 7 tours (7-13)
- Sébastien Buemi (Toro Rosso-Ferrari) : 1 tour (14)
- Fernando Alonso (Ferrari) : 2 tours (26-27)
- Mark Webber (Red Bull-Renault) : 22 tours (28-49)

## Classements généraux à l'issue de la course
| Pos. | Pilote             | Écurie               | Points |
| ---- | ------------------ | -------------------- | ------ |
| 1    | Lewis Hamilton     | McLaren-Mercedes     | 109    |
| 2    | Jenson Button      | McLaren-Mercedes     | 106    |
| 3    | Mark Webber        | Red Bull-Renault     | 103    |
| 4    | Fernando Alonso    | Ferrari              | 94     |
| 5    | Sebastian Vettel   | Red Bull-Renault     | 90     |
| 6    | Nico Rosberg       | Mercedes             | 74     |
| 7    | Robert Kubica      | Renault              | 73     |
| 8    | Felipe Massa       | Ferrari              | 67     |
| 9    | Michael Schumacher | Mercedes             | 34     |
| 10   | Adrian Sutil       | Force India-Mercedes | 23     |
| 11   | Vitantonio Liuzzi  | Force India-Mercedes | 12     |
| 12   | Rubens Barrichello | Williams-Cosworth    | 7      |
| 13   | Vitaly Petrov      | Renault              | 6      |
| 14   | Sébastien Buemi    | Toro Rosso-Ferrari   | 5      |
| 15   | Jaime Alguersuari  | Toro Rosso-Ferrari   | 3      |
| 16   | Kamui Kobayashi    | BMW Sauber-Ferrari   | 1      |
| 17   | Nico Hülkenberg    | Williams-Cosworth    | 1      |

| Pos. | Écurie               | Points |
| ---- | -------------------- | ------ |
| 1    | McLaren-Mercedes     | 215    |
| 2    | Red Bull-Renault     | 193    |
| 3    | Ferrari              | 161    |
| 4    | Mercedes             | 108    |
| 5    | Renault              | 79     |
| 6    | Force India-Mercedes | 35     |
| 7    | Williams-Cosworth    | 8      |
| 8    | Toro Rosso-Ferrari   | 8      |
| 9    | BMW Sauber-Ferrari   | 1      |

## Statistiques
- 18e pole position de sa carrière pour Lewis Hamilton.
- 13e victoire de sa carrière pour Lewis Hamilton.
- 168e victoire pour McLaren en tant que constructeur.
- 81e victoire pour Mercedes en tant que motoriste.
- 47e doublé pour l'écurie McLaren.
- 1er meilleur tour en course de sa carrière pour Robert Kubica.
- 1er tour en tête de sa carrière pour Sébastien Buemi.
- Mark Webber, en menant pendant 22 tours, passe la barre des 300 tours en tête d'un Grand Prix (307 tours).
- Le podium du Grand Prix du Canada est le premier podium constitué uniquement de champions du monde de Formule 1 depuis le Grand Prix des États-Unis à Phœnix en 1991 où Ayrton Senna s’était imposé devant Alain Prost et Nelson Piquet.
- Emerson Fittipaldi (144 départs en Grands Prix de Formule 1, 14 victoires, 35 podiums, 6 pole positions, 281 points inscrits et double champion du monde en 1972 et 1974) a été nommé conseiller par la FIA pour aider dans leurs jugements le groupe des commissaires de course lors de ce Grand Prix.
- Timo Glock, chronométré à plus de 60 km/h (65 km/h) dans la pitlane lors de la seconde séance d'essais libres a écopé d'une amende de 1000 euros.
- Lewis Hamilton a écopé d'une amende 10 000 dollars à la suite de son arrêt en pleine piste à la fin de la séance de qualification après avoir tenté de rejoindre son stand au ralenti. Cette manœuvre lui a été dictée par son écurie afin d’économiser le peu d’essence restante pour permettre à la FIA d’en prélever un échantillon d'au moins 1 litre. Les commissaires avaient initialement envisagé d'annuler son meilleur temps, la pole position, avant d'infliger seulement une sanction financière.
- Felipe Massa a en été pénalisé de 20 secondes après l’arrivée pour avoir dépassé la vitesse limite dans la voie des stands lors de son ultime arrêt pour changer son aileron en fin de course.
- Robert Kubica a reçu une réprimande officielle de la part des commissaires pour avoir coupé la route d’Adrian Sutil afin de rentrer aux stands.
- Jaime Alguersuari a écopé d’une réprimande à la suite d'une manœuvre dangereuse sur Rubens Barrichello.